# Phalangeriformes
Phalangeriformes (ou possums) é a subordem de marsupiais arborícolas endémicos da Austrália, Nova Guiné e Celebes. O seu nome deriva da sua semelhança com os didelfídeos e gambás (conhecidos como opossums, em inglês) da América. Por não ser um nome derivado do grego ou do latim, o plural é possums e não possumes.
Os possums são marsupiais de pelagem cinzenta, de dimensões que variam desde o tamanho de um dedo (possum-pigmeu) até ao tamanho de um antebraço. Todos os possums são nocturnos e omnívoros, escondendo-se em ninhos feitos em troncos ocos durante o dia e saindo para procurar comida durante a noite. Desempenham o mesmo papel nos ecossistemas que os esquilos do hemisfério norte.
As duas espécies mais comuns, Pseudocheirus peregrinus e Trichosurus vulpecula, são também as de maiores dimensões.

## Classificação
- Subordem Phalangeriformes
  - Superfamília Phalangeroidea
    - Família Burramyidae
      - Género Burramys
        - Burramys parvus

      - Género Cercartetus
        - Cercartetus caudatus
        - Cercartetus concinnus
        - Cercartetus lepidus
        - Cercartetus nanus

    - Família Phalangeridae
      - Subfamília Ailuropinae
        - Género Ailurops
          - Ailurops melanotis
          - Ailurops ursinus

      - Subfamília Phalangerinae
        - Tribo Phalangerini
          - Género Phalanger
            - Phalanger alexandrae
            - Phalanger carmelitae
            - Phalanger gymnotis
            - Phalanger intercastellanus
            - Phalanger lullulae
            - Phalanger matabiru
            - Phalanger matanim
            - Phalanger mimicus
            - Phalanger orientalis
            - Phalanger ornatus
            - Phalanger rothsschildi
            - Phalanger sericeus
            - Phalanger vestitus

          - Género Spilocuscus
            - Spilocuscus kraemeri
            - Spilocuscus maculatus
            - Spilocuscus papuensis
            - Spilocuscus rufoniger
            - Spilocuscus wilsoni

        - Tribo Trichosurini
          - Género Strigocuscus
            - Strigocuscus celebensis
            - Strigocuscus pelegensis

          - Género Trichosurus
            - Trichosurus arnhemensis
            - Trichosurus caninus
            - Trichosurus cunninghami
            - Trichosurus johnstonii
            - Trichosurus vulpecula

          - Género Wyulda
            - Wyulda squamicaudata

  - Superfamília Petauroidea
    - Família Pseudocheiridae
      - Subfamília Hemibelideinae
        - Género Hemibelideus
          - Hemibelideus lemuroides

        - 'Género Petauroides
          - Petauroides volans

      - Subfamília Pseudocheirinae
        - Género Petropseudes
          - Petropseudes dahli

        - Género Pseudocheirus
          - Pseudocheirus peregrinus

        - Género Pseudochirulus
          - Pseudochirulus canescens
          - Pseudochirulus caroli
          - Pseudochirulus canescens
          - Pseudochirulus forbesi
          - Pseudochirulus herbertensis
          - Pseudochirulus larvatus
          - Pseudochirulus mayeri
          - Pseudochirulus schlegeli

      - Subfamília Pseudochiropinae
        - Género Pseudochirops
          - Pseudochirops albertisii
          - Pseudochirops archeri
          - Pseudochirops corinnae
          - Pseudochirops coronatus
          - Pseudochirops cupreus

    - Família Petauridae
      - Género Dactylopsila
        - Dactylopsila megalura
        - Dactylopsila palpator
        - Dactylopsila tatei
        - Dactylopsila trivirgata

      - Género Gymnobelideus
        - Gymnobelideus leadbeateri

      - Género Petaurus
        - Petaurus abidi
        - Petaurus australis
        - Petaurus biacensis
        - Petaurus breviceps
        - Petaurus gracilis
        - Petaurus norfolcensis

    - Família Tarsipedidae
      - Género Tarsipes
        - Tarsipes rostratus

    - Família Acrobatidae
      - Género Acrobates
        - Acrobates pygmaeus

      - Género Distoechurus
        - Distoechurus pennatus